# Lieselotte Kötzsche
Lieselotte Kötzsche, auch Lieselotte Kötzsche-Breitenbruch, geborene Lieselotte Breitenbruch, (* 18. August 1935 in Berlin; † 13. August 2022 ebenda) war eine deutsche Kunsthistorikerin und Christliche Archäologin.
Das Abitur legte sie im Mai 1960 in Berlin ab. Nach einem Studium der Kunstgeschichte und Christlichen Archäologie in Bonn erfolgte ihre Promotion im Juni 1968 in Heidelberg bei Erich Dinkler. Anschließend war sie als Wissenschaftliche Mitarbeiterin im Franz Joseph Dölger-Institut in Bonn tätig. Später war sie als Lehrbeauftragte für Kunstgeschichte und Christliche Archäologie an der Kirchlichen Hochschule Berlin-Zehlendorf und der Freien Universität Berlin tätig. Seit 1983 war sie Honorarprofessorin für Christliche Archäologie an der Kirchlichen Hochschule Berlin und seit 1999 Honorarprofessorin für Kunstgeschichte am Fachbereich Geschichts- und Kulturwissenschaften der Freien Universität.
Dem Deutschen Archäologischen Institut gehörte sie als 
korrespondierendes Mitglied an.
Sie war verheiratet mit dem Kunsthistoriker Dietrich Kötzsche.

## Veröffentlichungen (Auswahl)
- Die neue Katakombe an der Via Latina. Untersuchungen zur Ikonographie der alttestamentlichen Wandmalereien (= Jahrbuch für Antike und Christentum Ergänzungsband 4), Aschendorff, Münster 1976, 2. Aufl. 1979, ISBN 3-402-07076-6 (= Dissertation).
- Geburt III (ikonographisch). In: Reallexikon für Antike und Christentum Bd. 9 (1976), Sp. 172–216.
- mit Peter von der Osten-Sacken (Hrsg.): Wenn der Messias kommt. Das jüdisch-christliche Verhältnis im Spiegel mittelalterlicher Kunst (= Veröffentlichungen aus dem Institut Kirche und Judentum Bd. 16). Institut Kirche und Judentum, Berlin 1984, ISBN 3-923095-16-3.
- Hand II (ikonographisch). In: Reallexikon für Antike und Christentum Bd. 13 (1986), Sp. 402–482.
- Der bemalte Behang in der Abegg-Stiftung in Riggisberg. Eine alttestamentliche Bildfolge des 4. Jahrhunderts. Mit Beiträgen von Mechthild Flury-Lemberg und Ulrich Schießl[2] (= Riggisberger Berichte 11). Abegg-Stiftung, Riggisberg 2004, ISBN 3-905014-27-0.